# Rødel
Rødel (Alnus glutinosa), ofte skrevet rød-el, er et op til 25 m højt træ, der findes på fugtig og næringsrig bund i skove og moser. Navnet skyldes at veddet kortvarigt farves orangerødt ved såring.

## Udseende
Rødel er et stort, løvfældende træ med en afrundet, tæt krone. Træet har ofte flere stammer fra jorden. grenene er først opstigende, men de bliver senere udstående. Barken er først violet-brun, så bliver den gråbrun med lyse barkporer, og til sidst er den grå og opsprækkende med korte, lodrette furer.
Knopperne er spredte og langstilkede. Farven er rødviolet, og formen er omvendt ægform. Bladene er runde til omvendt ægformede med rundtakket rand. Bladspids mangler, eller der er en indskæring i stedet. Oversiden er blank og mørkegrøn, mens undersiden er lysegrøn. Skudspidserne og de unge blade er klæbrige.
Højde x bredde og årlig tilvækst: 25 x 8 m (40 x 20 cm/år).

## Blomster og frø
Hanblomsterne ses som rakler allerede om efteråret. Blomstringen finder sted i marts-april før løvspring. De hunlige rakler kommer først til syne i løvspringet. De modner og bliver til de velkendte "elle-kogler". De er hos rødel runde og langstilkede. Frøene spirer villigt.

## Rødder
Rodnettet er klokkeformet og meget dybtgående. Der er ikke mange vandrette rødder. Som alle el kan også denne forsyne sig med kvælstof ved hjælp af aktinomyceter (Frankia sp.), som den huser i knolde på rødderne.

## Voksested
Rødel danner skove på fugtig og mineralrig bund overalt i Danmark, dog mindre almindelig i Vestjylland. Den er hårdfør til zone 3.
Rødel trives bedst på fugtig bund med grundvandsbevægelse, men tåler stillestående vand. På meget tør jord bliver træet dog sjældent mere end 8-10 m højt, og på tør lerjord bliver det toptørt ved 25-års aldren og skyder i stedet nedefra, så at man ikke kan slippe af med planten. Bladene omsættes meget hurtigt af nedbryderorganismer, hvorved de fremmer mulddannelsen, men i vand forringer de levemulighederne for mange dyr og planter.[kilde mangler]

## Anvendelse
Rødel tåler frost og saltpåvirkning. Ligesom andre elletræer tolererer den højt grundvandsspejl. Rødel skyder villigt fra stub eller stamme efter beskæring. Den kan bruges til at fiksere kvælstof (s.k. ammetræ) og derved tilføre gødning i stort set alle typer plantninger. Grenene bides normalt ikke af vildt, men frøene i de små koglelignende stande ædes af småfugle om vinteren.
Dens plantesaft er spiselig. Træet kan stynes for at danne et mindre træ eller mere busklignende form.
Danske rødel af frøkilden "Gråsten" er blandt de almindeligt plantede træer i Japan.[kilde mangler]
- Trækronen i lysåbent område, Marburg i Tyskland
- Ellekogler
- Ellekogler og frø
- Rødt ved af rødel